# Francisco Humeres Arcaya
Francisco Humeres Arcaya (La Serena, 1809 - Santiago, en 1887) fue un político y abogado chileno.
Estudió derecho en el Instituto Nacional, donde logró el título de abogado en 1842. Ejerció su profesión como abogado de la Municipalidad de La Serena, posteriormente se traslada a Santiago como abogado del juzgado de letras metropolitano (1848).
Ministro de la Corte de Apelaciones de Santiago (1851), apoyó la candidatura liberal de José María de la Cruz Prieto y luego de la campaña presidencial ingresó al liberalismo, siendo parte de la Sociedad de la Igualdad.
Elegido Diputado por Quillota en 1855 y reelegido en 1858. En ambos períodos integró la Comisión permanente de Educación y Beneficencia. Fue vicepresidente de la Cámara de Diputados (1857).
Retirado de la política tras perder la diputación en 1861, comenzó a ejercer la docencia en el Instituto Nacional y en la Universidad de Chile, siendo decano de la Facultad de Historia de la casa superior de estudios.